# Welykyj Karaschyn
Welykyj Karaschyn (ukrainisch Великий Карашин; russisch Великий Карашин Weliki Karaschin) ist ein Dorf in der ukrainischen Oblast Kiew mit etwa 860 Einwohnern (2001).

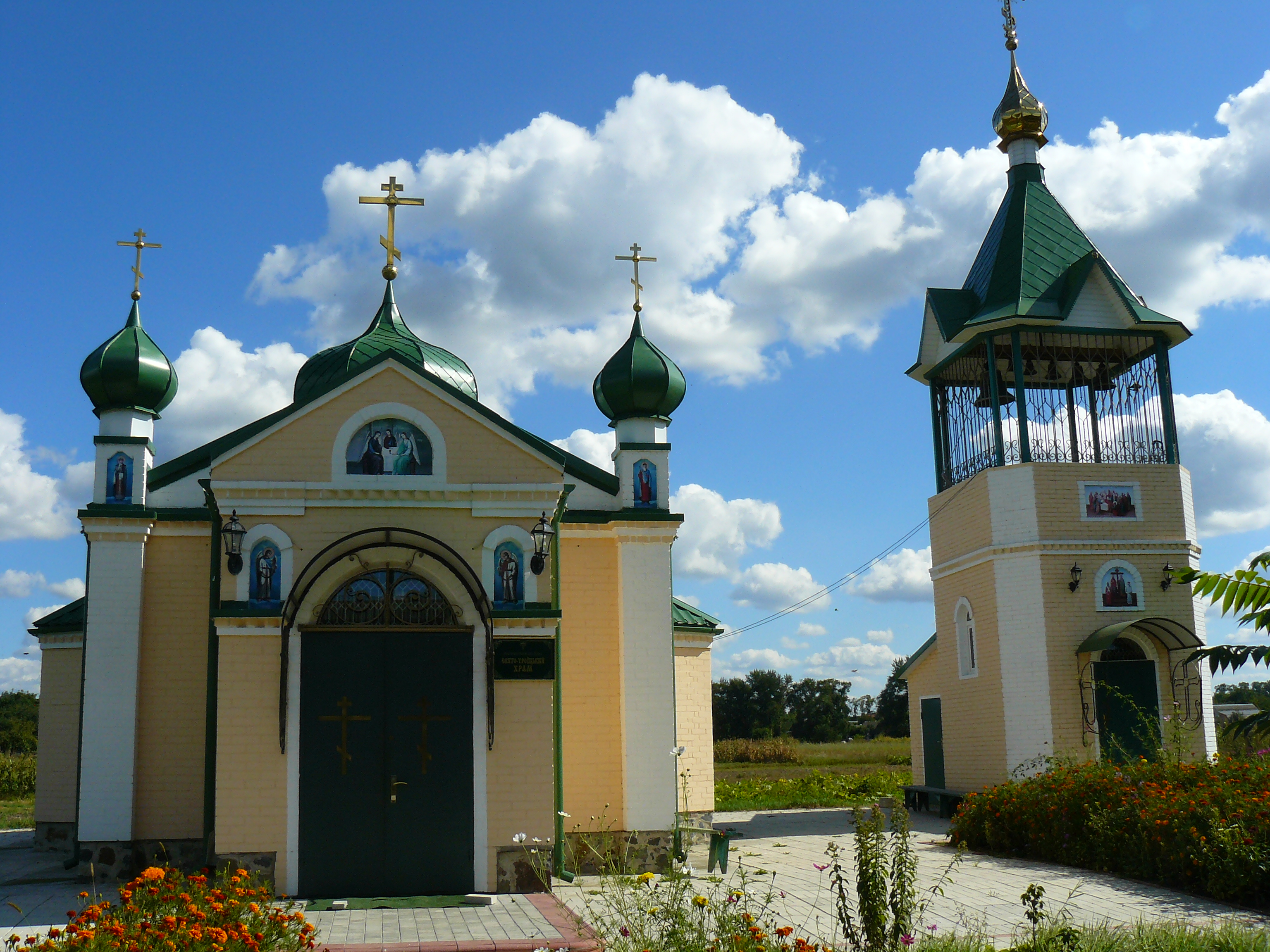
Orthodoxes Kirchengebäude im Ort

Das 1805 gegründete Dorf liegt am rechten Ufer des Sdwysch (Здвиж), ein 145 km langer, rechter Nebenfluss des Teteriw im Rajon Butscha an der Grenze zur Oblast Schytomyr. Welykyj Karaschyn befindet sich 18 km südwestlich vom ehemaligen Rajonzentrum Makariw und 68 km westlich von Zentrum Kiews.
Am 12. Juni 2020 wurde das Dorf ein Teil der neugegründeten Siedlungsgemeinde Makariw, bis dahin bildete es zusammen mit dem Dorf Malyj Karaschyn (Малий Карашин) die gleichnamige Landratsgemeinde Welykyj Karaschyn (Великокарашинська сільська рада/Welykokaraschynska silska rada) im Westen des Rajons Makariw.
Am 17. Juli 2020 kam es im Zuge einer großen Rajonsreform zum Anschluss des Rajonsgebietes an den Rajon Butscha.